# Paijenborchellina
Paijenborchellina is een geslacht van kreeftachtigen uit de klasse van de Ostracoda (mosselkreeftjes).

## Soorten
- Paijenborchellina apscheronensis Kuznetsova, 1957 †
- Paijenborchellina bartheli Bassiouni & Luger, 1990 †
- Paijenborchellina boldi (Tewari & Tandon, 1960) Nagori, 1995 †
- Paijenborchellina carinata Singh & Porwal, 1989 †
- Paijenborchellina caudata Annapurna & Rama Sarma, 1987
- Paijenborchellina diluta Nagori, 1995 †
- Paijenborchellina excelens Kuznetsova, 1957 †
- Paijenborchellina indoarabica Jain, 1981
- Paijenborchellina keeni Gammudi, 1993 †
- Paijenborchellina kutchensis Guha, 1974 †
- Paijenborchellina libyca Szczechura, 1980 †
- Paijenborchellina prona (Luebimova & Guha, 1960) Khosla & Nagori, 1988 †
- Paijenborchellina reticulata Annapurna & Rama Sarma, 1987
- Paijenborchellina rihai Nagori, 1995 †
- Paijenborchellina royi (Khosla, 1979) Nagori, 1995 †

Niet geaccepteerde soort:
- Paijenborchellina venosa, synoniem van Gibboborchella venosa